# Sportclub Brühl Sankt Gallen 2015-2016
Questa voce raccoglie le informazioni riguardanti il Sport Club Brühl Sankt Gallen nelle competizioni ufficiali della stagione 2015-2016.

## Rosa
Aggiornato alla fine della stagione.
| N. |                               | Ruolo | Calciatore                  |
| -- | ----------------------------- | ----- | --------------------------- |
| 1  | Svizzera (bandiera)           | P     | Arif Celebi                 |
| 2  | Portogallo (bandiera)         | D     | Jorge Miguel Mendez Azevedo |
| 3  | Brasile (bandiera)            | D     | Átila                       |
| 4  | Svizzera (bandiera)           | D     | Zaafir Giger                |
| 5  | Macedonia del Nord (bandiera) | A     | Egzon Shabani               |
| 6  | Svizzera (bandiera)           | D     | Luca Senn                   |
| 7  | Svizzera (bandiera)           | A     | Raphael Huber               |
| 8  | Brasile (bandiera)            | C     | Valmir Pontes Arantes       |
| 9  | Montenegro (bandiera)         | A     | Samel Šabanović             |
| 10 | Germania (bandiera)           | A     | Alessandro Riedle           |
| 11 | Bulgaria (bandiera)           | A     | Antonio Mihaylov            |

| N. |                                 | Ruolo | Calciatore              |
| -- | ------------------------------- | ----- | ----------------------- |
| 14 | Paesi Bassi (bandiera)          | D     | Sebastian van der Werff |
| 15 | Uruguay (bandiera)              | A     | Federico Almarares      |
| 16 | Svizzera (bandiera)             | D     | Eric Hug                |
| 17 | Vietnam (bandiera)              | D     | Quoc Trung Nguyen       |
| 18 | Svizzera (bandiera)             | C     | Gilvan Wagner da Silva  |
| 19 | Kosovo (bandiera)               | C     | Begat Bushati           |
| 21 | Svizzera (bandiera)             | C     | Marvin Meresi           |
| 22 | Brasile (bandiera)              | A     | Rafinha                 |
| 22 | Germania (bandiera)             | D     | Moritz Strauss          |
| 23 | Albania (bandiera)              | P     | Arianit Lazraj          |
| 27 | Bosnia ed Erzegovina (bandiera) | D     | Sead Jakupović          |